# Мерседарио
Мерседарио е планински масив на източния склон на Главните Кордилери, в планината Кордилера де ла Рамада, разположен на територията на Аржентина (провинция Сан Хуан) и частична в Чили, на около 100 km северно от връх Аконкагуа, на 32° ю.ш. Най-високата му точка е едноименния угаснал вулкан Мерседарио 6720 m. Изграден е от кварцови порфири и андезити. Районите разположени над 5000 m са заети от вечни снегове. За пръв път е изкачен през 1934 г. от Адам Карпински и Виктор Островски, членове на полската експедиция от изследователи.